# Candy Crush Saga
Candy Crush Saga (oder kurz: Candy Crush) ist ein Puzzle-Computerspiel. Es ist online spielbar und als App erhältlich. Die App wurde 2012 von King Digital Entertainment für Facebook und im selben Jahr für Smartphones entwickelt. 2013 überholte Candy Crush Saga FarmVille 2 als das meistgenutzte Spiel auf Facebook mit monatlich etwa 46 Millionen Nutzern.

## Spielprinzip
Das Spielprinzip ist an Bejeweled angelehnt und ein typisches Gelegenheitsspiel.
Jedes Level besteht aus einem Spielbrett, das mit verschiedenfarbigen Süßigkeiten und Hindernissen gefüllt ist. Die Süßigkeiten beinhalten das „rote Geleebonbon“, das „orange Lutschbonbon“, den „gelben Zitronen-Drop“, das „grüne Kaubonbon“, das „blaue Lollipop-Stück“ und die „lilafarbene Traube“. Der Spieler kann Süßigkeitenpaare durch horizontales oder vertikales Bewegen einsammeln. Jedes Level verlangt vom Spieler eine bestimmte Zielsetzung, die in einer begrenzten Anzahl an Zügen oder in einer bestimmten Zeit absolviert werden muss. Manche Level beinhalten zusätzlich Hindernisse, wie zum Beispiel Blöcke, Waffeln, Baiser- oder Lakritz-Wirbel, Schokoladen und Bomben. Sogenannte Boosters können verdient oder erworben werden, um Spieler in den jeweiligen Levels zu unterstützen. Die einzelnen Levels haben unterschiedliche Schweregrade, gekennzeichnet durch Schwer, Superschwer und Alptraumhaft schwer.
Verschiedene Extra-Süßigkeiten können aus Vierer- oder Fünfer-Kombinationen in einer bestimmten Zusammensetzung erstellt werden. Darunter befinden sich eine „eingehüllte Süßigkeit“, eine „gestreifte Süßigkeit“ und eine „Farb-Bombe“. Spezial-Süßigkeiten können auch zusammengesetzt werden, um einen bestimmten Effekt zu produzieren, wie zum Beispiel, dass die Farb-Bombe, gekreuzt mit einer gestreiften Süßigkeit, alle Süßigkeiten dieser Farbe in gestreifte Süßigkeiten verwandelt, die anschließend automatisch dem Spieler geschenkt werden.
Das Spiel finanziert sich zum einen durch Werbung und zum anderen durch „In-App-Angebote“, die bei Facebook über eine Kreditkarte, Paypal, Gutschein oder Sofortüberweisung bezahlt werden können. Der Spieler beginnt mit fünf Spielleben, die verloren werden, wenn ein Level nicht absolviert wurde. Besitzt der Spieler keine Leben mehr, kann er wahlweise einen „Freund“ um neue Leben bitten, warten (30 Minuten je Leben), bis sie sich wieder „aufgeladen“ haben, die Uhr des Mobilgerätes verstellen, Werbung schauen oder sich neue Leben kaufen. Boosters können außerdem über Facebook erworben werden.

## Candy Crush Soda Saga
Neben Candy Crush Saga gibt es die Weiterentwicklung Candy Crush Soda Saga. Im Unterschied zu Candy Crush Saga gibt es einige Erweiterungen, zum Beispiel:
- Fisch: Wird aus einem 2×2-Match erzeugt. Bei Aktivierung frisst der Fisch zuerst Bonbons mit Gelee, sonst sucht er ein zufälliges Bonbon und entfernt es.
- Farbübernehmer: Wird aus einem Match mit mindestens sechs Bonbons erzeugt. Ersetzt die mit ihm kombinierte Farbe durch seine eigene Farbe. Beispiel: Aus sechs grünen Bonbons wird ein Farbübernehmer erzeugt. Dieser wird mit einem benachbarten orangen Bonbon kombiniert. Dadurch werden alle orangefarbenen Bonbons zu grünen.
- Neues Levelziel „Finde alle Bären!“: Unter einer Eisschicht sind blaugrüne Gummibären in unterschiedlicher Größe versteckt. Sie müssen befreit werden, indem über dem Eis Matches stattfinden. Ein Bär ist gefunden, wenn das Eis, das ihn bedeckt, komplett entfernt wurde.

Zunächst fehlte in Candy Crush Soda Saga die „tägliche Belohnung“, ein Glücksrad, bei dem diverse Booster erhalten werden können. Mittlerweile wurde diese „tägliche Belohnung“ durch ein Update hinzugefügt.

## Figuren
- Tiffi (kurz für „Toffette“) ist die Hauptfigur im Spiel. Sie ist ein blondes Mädchen mit Zöpfen und ab dem ersten Kapitel spielbar.
- Mr. Toffee ist ein großer Mann mit orangem Haar. Er hilft Spielern zu Beginn des Spiels und führt sie durch das Tutorial.
- Das Easter Bunny ist ein Kaninchen, das Spielern die Candy-Order-Level vorstellt.
- Odus ist eine blaue Eule, die Teil der Traumwelt von Candy Crush Saga ist. Odus sitzt auf einer sichelmondförmigen Waage, die sich je nach entfernter Süßigkeit in die entsprechende Richtung neigt. Wird zu viel der jeweiligen Süßigkeit entfernt, fällt Odus herunter und das Level ist verloren. Wurden genügend Süßigkeiten der festgelegten Farbe entfernt, fliegt Odus für kurze Zeit weg und die entsprechenden Süßigkeiten explodieren. Alle Figuren, bis auf Odus, sind nicht wirklich spielrelevant.

## Rezeption

### Verbreitung und Bewertung
- Candy Crush Saga wurde im Dezember 2012 über 10 Millionen Mal heruntergeladen.[7]
- Candy Crush Saga wurde auf der offiziellen Seite über 60 Millionen Mal „geliket“.
- Das Spiel taucht in Psys Musikvideo Gentleman auf.[8]
- Candy Crush Saga erreichte Aufmerksamkeit in den Medien in Hongkong. Es wurde berichtet, dass das Spiel von jedem siebten Bürger in Hongkong gespielt wird.[9]
- Im Juli 2013 hatte Candy Crush Saga über 6,7 Millionen aktive Nutzer. Das Spiel nahm insgesamt allein circa 633.000 US-Dollar pro Tag im US-amerikanischen App Store ein.[10]
- Im Oktober 2013 war Candy Crush Saga die drittbeliebteste App mit den meisten Umsätzen im Google Play Store.
- Im November 2013 wurde das Spiel über 500 Millionen Mal über Facebook- und Android-Geräte installiert.[11]
- Im Dezember 2013 strahlte King.com im japanischen Fernsehen Werbung für sein Spiel aus. Aufgrund dieser Werbung erreichte das Spiel in der ersten Woche des Dezembers 2013 von einer Position außerhalb der Top 100 der meist heruntergeladenen Apps den ersten Platz. Auf Android erreichte das Spiel, von Nummer 83 startend, den 23. Platz in der Kategorie der meist heruntergeladenen Apps.[12]

Der Kritiken-Aggregator Metacritic vergibt Candy Crush Saga eine Gesamtpunktzahl von 79/100 Punkten und so eine eher positive Bewertung. Das Spiel erhielt von Ellie Gibson von Eurogamer.de den Titel Videospiel des Jahres 2013.

### Politiker und Candy Crush
- 2014 wurde in Frankreich bekannt, dass der amtierende Wirtschaftsminister Arnaud Montebourg ein begeisterter Candy-Crush-Spieler ist. Er hatte Level 103 erreicht. Dies führte zu Kritik.[15]

- Im Dezember 2018 kam der Vorwurf des Politikers Jörg Leichtfried auf, dass Bundeskanzler Sebastian Kurz während einer Debatte im österreichischen Nationalrat auf dem Mobiltelefon Candy Crush spielen würde, statt der Debatte zu folgen.[16]

- Der thüringische Ministerpräsident Bodo Ramelow (Die Linke) spielte Candy Crush während einer Videokonferenz Ende Januar 2021, in der die Ministerpräsidenten der 16 deutschen Bundesländer mit Bundeskanzlerin Angela Merkel über die Verschärfung von Lockdown-Maßnahmen während der COVID-19-Pandemie in Deutschland berieten. Der Vorfall wurde vor allem in der Bild-Zeitung über mehrere Tage hinweg in boulevardjournalistischer Form als „Candy-Crush-Affäre“[17][18] thematisiert. Ramelow selbst bezeichnete seine Nebenaktivität als Entspannungsmethode. Er berichtete auf der halböffentlichen Talk-App Clubhouse, dass er in stundenlangen Konferenzen mit der Kanzlerin bis zu zehn Level des Spiels schaffe. Grünen-Chefin Annalena Baerbock warf Ramelow vor, das Vertrauen der Menschen in die Politik zu beschädigen. Was seine Äußerung in der Corona-Krise kaputt machen könnte, sei „einfach wahnsinnig heftig“.[19] Später gab Ramelow an, bei der Talkrunde angetrunken gewesen zu sein.[20]

## Kritik
Bei Candy Crush Saga wird Suchtgefahr vermutet.